# Johannes Bertels

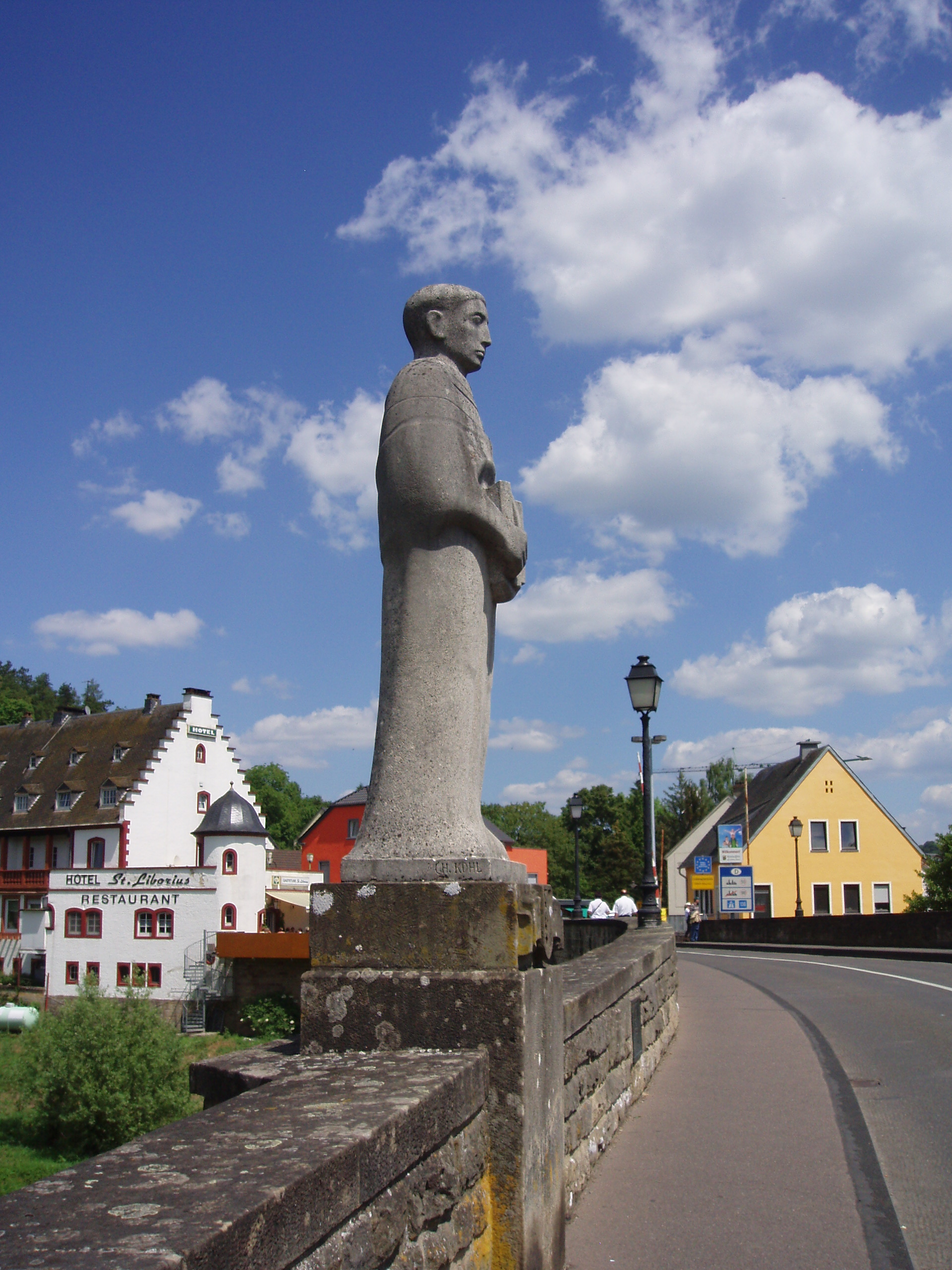
Abt Johannes Bertels (Statue von Charles Kohl von 1970)

Johannes Bertels OSB (* 1544 in Löwen; † 19. Juni 1607 in Echternach) war Abt und Geschichtsschreiber.

## Biografie
Bertels kam als Siebzehnjähriger mit Abt Lysius nach Luxemburg. Dieser wurde Vorsteher der dortigen Münsterabtei, Bertels trat in ebendieses Benediktinerkloster ein und wurde nach dem Tod des Lysius im Jahr 1574 dessen Nachfolger als Abt. 1595 ernannte ihn König Philipp II. zum Abt der Reichsabtei Echternach. Ein Jahr danach brachte man Abt Johannes als Gefangenen nach Nijmegen, nachdem seine Abtei zuvor von den Holländern geplündert worden war. Durch Zahlung eines Lösegeldes von 16 000 Talern kam er wieder frei.

## Werke

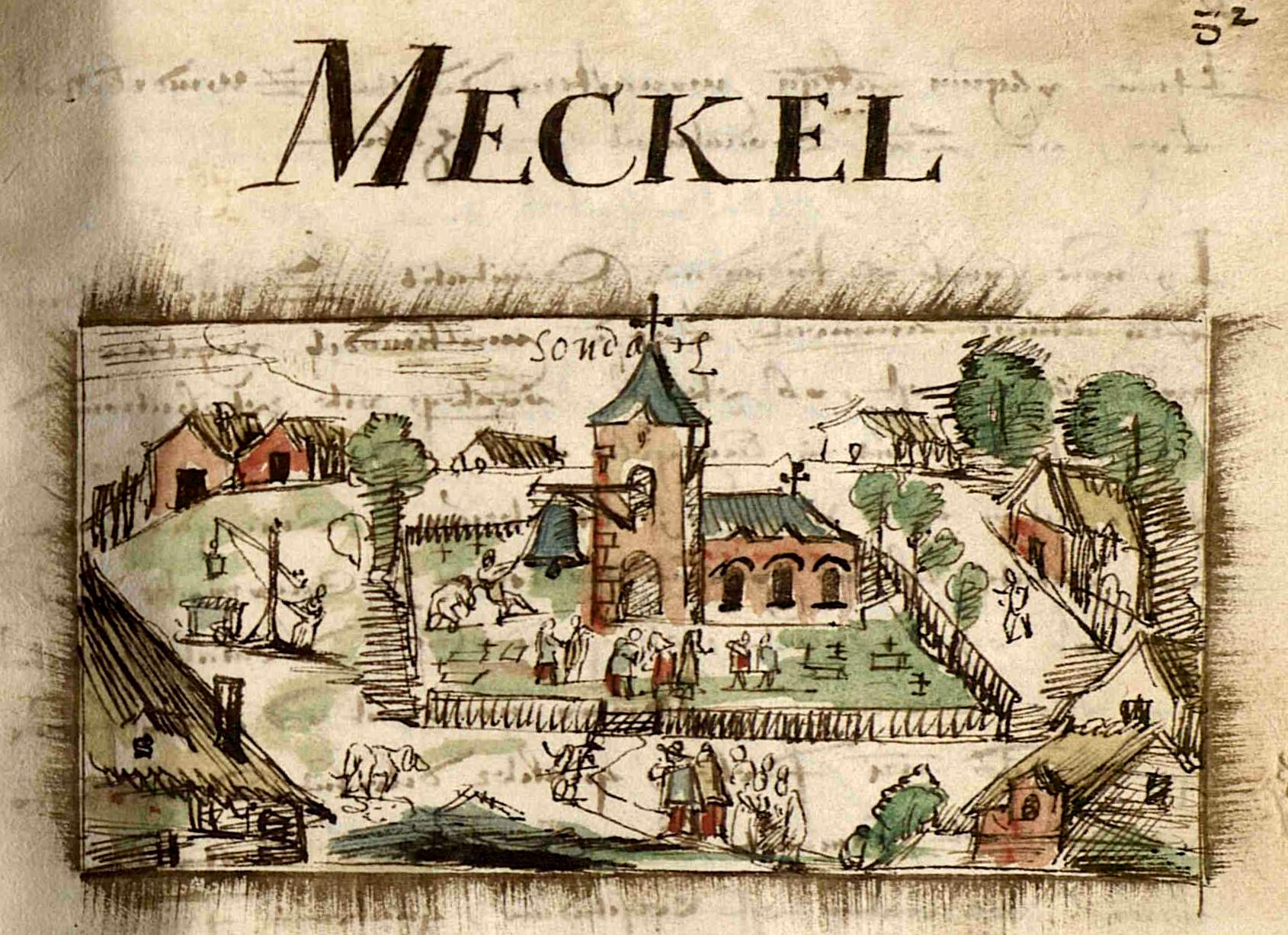
Zeichnung von Johannes Bertels: Der Ort Meckel in der Eifel (von 1597)

Bertels verfasste Kataloge der Äbte von Münster in Luxemburg und Echternach sowie eine Historia Luxemburgensis, die 1605 in Köln, 1635 in Amsterdam und 1856 in Luxemburg aufgelegt wurde. Dieses Werk gilt als erstes Buch über die Geschichte des Landes. Ferner verfasste Bertels eine Deorum sacrificiorumque gentilium descriptio (Köln 1606).
Neben seinen Schriften sind 88 Zeichnungen von Bertels erhalten, die sein Werk über Luxemburg und Besitzverzeichnisse seiner Abteien illustrierten und heute im Nationalarchiv Luxemburg aufbewahrt werden. Diese Zeichnungen sind vor allem deshalb bemerkenswert, weil sie zum größten Teil kleine, ländliche Orte zeigen, von denen (anders als von bedeutenden Städten) sonst keine frühen Ansichten erhalten sind. Allerdings darf man ihre topographische Genauigkeit nicht überbewerten, da sie häufig sehr summarisch ausgeführt sind.
Einige der Zeichnungen wurden als Briefmarkenmotive verwendet; die Serie kam am 7. Dezember 1998 in den Handel. Die vier Marken zeigen als Motive die Ortsansichten von Bech, Ermsdorf, Steinheim und Itzig. Bertels selbst ist auf einer luxemburgischen Briefmarke zu sehen, die am 4. März 1985 herauskam.

## Brückenfigur
Eine Statue des Johannes Bertels steht als Brückenfigur auf der Alten Sauerbrücke zwischen Echternach und Echternacherbrück.